# Byron De La Beckwith
Byron De La Beckwith, född 9 november 1920 i Colusa, Kalifornien, död 21 januari 2001 i Jackson, Mississippi, var en amerikansk dömd mördare och medlem av Ku Klux Klan. Han mördade medborgarrättsaktivisten Medgar Evers utanför dennes hem i Mississippi den 12 juni 1963.
De La Beckwith växte upp i Greenwood, Mississippi från det att han var fem år gammal.
De La Beckwith fälldes för mordet först 1994 och dömdes då till livstids fängelse. Han dog av hjärtsvikt i fängelset 80 år gammal. I filmen Skuggor från det förflutna (Ghosts of Mississippi) från 1996 spelas han av James Woods.